# Лесли, Эндрю, 5-й граф Роутс
Эндрю Лесли, 5-й граф Роутс (англ. Andrew Leslie, 5th Earl of Rothes; до 1541—1611) — шотландский дворянин.

## Происхождение
Старший сын Джорджа Лесли, 4-го графа Роутса (1484—1558), и его третьей жены Агнес Сомервилл, дочери сэра Джона Сомервилла из Камбуснетана и Элизабет Кармайкл.
В 1558 году он стал преемником своего отца в качестве 5-го графа Роутса и 5-го лорда Лесли, поскольку его старшие сводные братья Норман Лесли и Уильям Лесли лишились своих прав, будучи причастными к убийству кардинала Битона в 1546 году.

## Карьера
Эндрю Лесли принимал активное участие в работе лордов Конгрегации, сначала против королевы-матери Марии де Гиз, когда она была регентом Шотландии, а затем против Марии, королевы Шотландии, выступая против ее брака с лордом Дарнли и участвуя в заговоре с целью убийства Дэвида Риччо. Однако он был одним из пэров, которые оправдали графа Ботвелла в убийстве Дарнли и перешли на сторону королевы. Он сражался за нее в битве при Лангсайде и продолжал занимать видную позицию в шотландских делах до своей смерти в 1611 году.

## Личная жизнь
Лорд Роутс был трижды женат. В декабре 1547 года Эндрю Лесли женился первым браком на Гризель Гамильтон (? — 1568/1573), дочери сэра Джеймса Гамильтона из Финнарта и его жены Маргарет Ливингстон из Истер-Уэмисс. Для брака требовалось разрешение, которое стоило регенту Аррану 20 фунтов стерлингов, и он заплатил приданое в размере 1333 шотландских фунтов стерлингов . Дети от первого брака:
- Джеймс Лесли, мастер Роутс (? — 1607), который женился на достопочтенной Маргарет Линдси, единственной дочери Патрика Линдси, 6-го лорда Линдси.
- Патрик Лесли, 1-й лорд Линдорес (ок. 1557—1608). Он женился на Джин Стюарт, дочери Роберта Стюарта, 1-го графа Оркнейских островов (внебрачного сына короля Шотландии Якова V от Евфимии Эльфинстоун).
- Леди Эфима Лесли, которая вышла замуж за Джеймса Линдси, 7-го лорда Линдси, единственного сына 6-го лорда Линдси, в 1573 году.
- Леди Маргарет Лесли (? — 1587), жена Арчибальда Дугласа, 8-го графа Ангуса
- Сэр Эндрю Лесли из Ламбанни (? — март 1603)
- Леди Изабелла Лесли, с 1577 года жена достопочтенного Джеймса Синклера, мастера Синлера (? — 1593)

Его второй женой был Джин Рутвен (? — сентябрь 1591), дочь Патрика Рутвена, 3-го лорда Рутвена, и Джанет Дуглас. Дети от второго брака:
- Леди Мэри Лесли (? — 1605), жена Роберта Метвилла, 1-го лорда Метвилла из Манимейла
- Леди Маргарет Лесли, жена сэра Уильяма Каннингема из Капрингтона.

В ноябре 1592 года граф Роутс женился третьим браком на Джанет Друри, дочери Дэвида Друри и Кэтрин Дуглас. Дети от третьего брака:
- Достопочтенный Джордж Лесли из Ньютона (? — 1614)
- Достопочтенный сэр Джон Лесли из Ньютона (? — 1 сентября 1651), женат на достопочтенной Элизабет Грей, дочери Патрика Грея, 6-го лорда Грея.
- Достопочтенный Роберт Лесли (? — после 1604)
- Леди Элизабет Лесли, 1-й муж — Дэвид Уэмисс; 2-й муж Джеймс Огилви, 1-й граф Финдлатер

Поскольку его старший сын и наследник Джеймс Лесли, мастер Роуст, скончался раньше него, его титулы унаследовал его внук Джон Лесли.